# SHOT/ショット
『SHOT/ショット』（原題：La casa muda）は、2010年のウルグアイのホラー映画。ウルグアイで1944年に実際に起きた事件を基にした作品である。

## あらすじ
ローラと父のウィルソンは、人里離れた所にある友人ネルソンの家を訪ねる。ネルソンの家は、リフォーム後に売却する予定であり、ローラとウィルソンは、この家で寝泊まりをすることになった。深夜、2階から大きな物音がするのでウィルソンが様子を見に行くことになった。

## スタッフ
- 監督：グスタボ・ヘルナンデス
- 脚本：オスカル・エステベス
- 製作：グスタボ・ロホ
- 音楽：エルナン・ゴンサレス
- 撮影：ペドロ・ルケ
- 編集：グスタボ・ヘルナンデス

## キャスト
- ローラ：フロレンシア・コルッチ
- ウィルソン：アベル・トリパルディ
- ネルソン：グスタボ・アロンソ
- 少女：マリア・サラザール